# Forbidden City Cop
Pour plus de détails, voir Fiche technique et Distribution.
Forbidden City Cop (大內密探零零發, Daai laap mat taam 008, litt. « Agent secret impérial 008 ») est une comédie hongkongaise réalisée par Stephen Chow et Vincent Kok (en) et sortie en 1996.
Le film totalise 36 051 899 HK$ de recettes à Hong Kong.

## Synopsis
Dans la Chine médiévale, Ling Ling Fat fait partie de la garde impériale au sein de la Cité interdite, fonction qui se transmet par filiation. Peu doué en arts martiaux, il passe son temps à concevoir diverses inventions avec plus ou moins de succès : des aimants, un ventilateur manuel, un canon de bouche… Lors d'une démonstration, l'empereur est impressionné par les techniques de combats des gardes impériaux, seul Fat exaspère l'empereur, qui n'est pas convaincu par les inventions. Fat est rétrogradé à des tâches subalternes.
Sans Visage, le roi de Gum, un royaume voisin, décide de conquérir la Chine. Il monte une conspiration pour éliminer les médecins chinois, ce qui faciliterait une invasion puisque les soldats ne pourraient plus être soignés. L'empereur et tous les grands médecins sont conviés à disséquer une mystérieuse créature arrivée par les airs. Fat n'est pas invité, bien qu'il soit gynécologue. Il décide d'y aller de son côté, accompagné par sa femme. L'empereur se fait attaquer lors du voyage, les membres de garde impérial périssent.
Pendant que les médecins observent la créature humanoïde, des assassins éliminent discrètement des membres de l'assistance. Alors qu'un médecin s'apprête à trancher la gorge de la créature inerte, Fat donne d'abord un coup de couteau dans un bras, la créature se relève alors en hurlant, à la surprise de tous. Il s'avère que la créature est l'empereur qui a été déguisé. Ils se rendent compte que des tueurs sont présents dans la salle, et un combat s'engage. Les assassins sont mis en échec, notamment grâce à aux aimants utilisés par Fat, à son ventilateur et au canon de bouche. En récompense, l'empereur offre une perle très précieuse. Fat en fait cadeau à sa femme.
Fat est ensuite chargé d'enquêter sur Gum Tso, une femme que l'empereur aimerait approcher. Gum Tso a la réputation d'être très belle, elle vient d'arriver en ville. Fat tombe amoureux de Gum Tso, et prend la perle à sa femme pour l'offrir à Gum Tso. Lorsque sa femme s'en rend compte, elle est dévastée, mais Fat préfère la quitter pour Gum Tso. Enfin, Gum Tso prévient l'empereur que Fat le trahit. Cependant, c'est elle qui est arrêtée. En effet, tomber amoureux et quitter sa femme était un stratagème de Fat, qui lui a permis de découvrir que Gum Tso n'était pas une femme, mais l'ennemi Sans Visage. Un combat final s'engage entre Fat et Sans Visage, dont Fat sort vainqueur.

## Fiche technique
- Titre international : Forbidden City Cop
- Titre original : Daai laap mat taam 008 (chinois simplifié : 大内密探零零发 ; chinois traditionnel : 大內密探零零發)
- Réalisation : Stephen Chow et Vincent Kok
- Scénario : Stephen Chow et Vincent Kok
- Production : Charles Heung et Wong Jing
- Musique : Tats Lau
- Photographie : Keung Lee-Kin
- Montage : Kwong Chi-Leung
- Décors : Ho Kim-Hung
- Pays d'origine : Hong Kong
- Format : couleurs - 1,85:1 - mono - 35 mm
- Genre : Comédie, action, fantastique - wu xia pian
- Durée : 89 minutes
- Date de sortie : 16 février 1996 (Hong Kong)

## Distribution
- Stephen Chow : Ling Ling Fat
- Carina Lau : Kar-Ling
- Carman Lee : Gum Tso
- Cheung Tat-Ming : l'empereur
- Vincent Kok : un docteur
- Indra Leech : un docteur
- Alvina Kong : une patiente
- Tats Lau : le fantôme
- Law Kar-Ying : Fat-Yan
- Manfred Wong : Luk Siu-Fung
- Wong Yut-Fei : Yip Koo-Shing
- King-Tan Yuen : Madame
- Sunny Yuen : Deux visages
- Yuen Cheung-Yan : la femme de Sans visage

## Récompenses
- Prix du film du mérite lors des Hong Kong Film Critics Society Awards 1997.